# Donbas Battalion Corp
Donbas Battalion Corp, DBC Corp. — приватна військова корпорація, що була створена в 2018 році колишніми офіцерами та солдатами батальйону спеціального призначення «Донбас» Національної гвардії України.
Donbass Battalion Corp — корпорація. Акції розподілені між партнерами корпорації, співробітниками Donbass Battalion Corp та приватними інвесторами.
Корпорація має офіси в Україні, США, Республіці Польщі, Іраку та Кенії.
Штаб квартира знаходиться в Нью-Йорку, Штат Нью-Йорк (США).